# Nobuyoshi Araki
Araki (アラーキー, Arākī) és un fotògraf toquiota nascut l'any 1940, especialitzat en fotografia eròtica. L'obra d'Araki comprén motius tan diversos com preses urbanes de Tòquio, flors i retrats femenins, però és més conegut pel vessant pornogràfic de llibres com Tokyo Lucky Hole, en el qual retrata la subcultura urbana del sexe i la prostitució, sovint amb l'art tradicional japonés del kinbaku-bi, convertit en un bondage amb cordes.

## Biografia
Nascut Nobuyoshi Araki (荒木経惟, Araki Nobuyoshi) en el Tòquio de postguerra, als dotze anys, son pare li regalà una màquina de retratar.
De jove, Araki estudià fotografia a la Universitat de Chiba i, en graduar-se l'any 1963, començà a treballar com a fotògraf publicitari en l'agència Dentsu, on conegué Aoki Yoko, amb la qual es casà i fotografià de manera recurrent:
durant la dècada de 1970 Araki autopublicà les primeres antologies fotogràfiques pròpies, fotocopiades i distribuïdes per ell mateix entre amics, crítics i gent arreu del guia telefònica, la qual cosa eleva a quatre-cents els llibres publicats: entre ells, Sentimental Journey (1971), en el qual retratà la seua lluna de mel amb Yoko, o Winter Journey (1991), amb imàtgens dels últims dies de la seua muller, morta l'any anterior.
A mitjan dècada del 1980, quan ja era un fotògraf conegut, Araki començà a freqüentar Kabukichō, el barri roig toquiota: acompanyat per l'editor en cap de la revista mensual Photo Age, Akira Suei, les fotos de les diferents activitats sexuals oferides al lloc apareixien publicades en la revista tots els mesos, i recopilades en l'antologia Tokyo Lucky Hole; d'acord amb els experts, moltes de les imàtgens capturades per Araki foren escenificades.
Al desembre del 2017 publicà Blue Period/Last Summer: Arakinema, una antologia de la seua obra menys coneguda: les imàtgens usades en les seues projeccions d'«Arakinema», consistent en la projecció simultània de dos successions de fotografies que se superposen i fonen una amb l'altra, la primera sèrie de les quals, Tokyo Monogatari («història de Tòquio») es projectà l'any 1986 al cinema Rise toquiota; les dos sèries que conté el llibre, Blue Period («període blau», pel viratge blau de les fotos) i Last Summer («l'estiu passat», amb els positius pintats de colors), presenten el nu, les flors i vistes urbanes típiques de l'autor; segons Araki, «Les dos pel·lícules han de ser vistes com un conjunt, ja que Blue Period és sobre el passat i Last Summer sobre el futur. En llevar-li color amb una solució química, Blue Period és un acte de substracció (passat), mentre que afegir color a les imàtgens de Last Summer és un acte d'addició (futur).»